# Reginald Krzyżanowski
Reginald Krzyżanowski (ur. 19 sierpnia 1894 w Dziewierzewie, zm. 16 października 1939 w Lesie Szpęgawskim) – Sługa Boży Kościoła katolickiego, polski duchowny katolicki.
Był synem Franciszka i Anny z domu Hachart. 9 lipca 1922 roku przyjął święcenia kapłańskie. Pracował jako wikariusz w Pucku i Grudziądzu, później jako kuratus w parafii Sumin. W Suminie prowadził Katolickie Stowarzyszenie Młodzieży Męskiej i Żeńskiej. Organizował również wycieczki dla młodzieży, nauczał pieśni i różańca. Cichość i spokój, którymi się wyróżniał zachował nawet wtedy, gdy został aresztowany.
W nocy z 15 na 16 października 1939 r. został aresztowany przez pijanych Niemców. Zanim został przewieziony do więzienia przez wiele godzin był katowany i poniżany. Następnego dnia trafił do więzienia w Starogardzie i tam przekazał współwięźniowi ks. Ignacemu Stryszykowi, relację z tych wydarzeń. W grupie innych duchownych wywieziony został do Lasu Szpęgawskiego i rozstrzelany.
Jest jednym z 122 Sług Bożych wobec których 17 września 2003 roku rozpoczął się, proces beatyfikacyjny drugiej grupy męczenników z okresu II wojny światowej.